# 2132 Zhukov
A 2132 Zhukov (ideiglenes jelöléssel 1975 TW3) a Naprendszer kisbolygóövében található aszteroida. Ljudmila Csernih fedezte fel 1975. október 3-án.
Nevét Georgij Konsztantyinovics Zsukov (1896 – 1974) szovjet marsall után kapta.